# Castell Teleki de Gornești
Castell de Teleki a Gornești (en hongarès Teleki-kastély) és un conjunt arquitectònic construït per la família Teleki a Gornești, al comtat de Mureș. Anomenat "el castell més bell de Transsilvània" i "el tresor de Mureș", el complex es troba a 17 km de Târgu Mureș, a la banda esquerra del riu Mureș, sent construït en estil barroc per Grassalkovich, molt estès al Regne d'Hongria. Va ser dissenyat per l'arquitecte Andreas Mayerhoffer de Salzburg, essent similar als palaus de Gödöllő i Pecel, fets per ell. El castell de Teleki està situat en un impressionant parc dendrològic amb estàtues al·legòriques.

## Històric
Sigismund de Luxemburg va donar la finca de Somkereki Antal el 1405 com a recompensa per les seves accions d'armes, ja que va ser un dels que va salvar la vida de Sigismund de Luxemburg en la perduda batalla de Nàpols. István, un dels fills d'Antal, va construir una fortalesa a la finca de Gornești, construïda en part amb pedra, que tenia dos baluards i dues torres més petites. La fortalesa estava envoltada per un fossat defensiu i l'entrada principal estava proveïda d'un pont llevadís. En grandària, aquella fortalesa era semblant al castell barroc que hi ha actualment. L'últim home de la família, István, va morir el 1642. Fins a la seva mort el 1670, la seva dona, Mindszenti Krisztina, era propietària de la finca. Llavors el domini va passar a poder de la família Bánffy i després de l'execució, el 1674, de Bánffy Dénes, va passar a la possessió de Teleki Mihály.

### El període comunista
Al final de la Segona Guerra Mundial, l'edifici va ser saquejat i la biblioteca destruïda. Només alguns llibres es van poder guardar a la biblioteca Teleki-Bolyai de Târgu Mureș i al museu Arad. El 1949 es va nacionalitzar el conjunt i el 1956, després d'una epidèmia de tuberculosi. Entre 1961 i 1962, l'edifici es va renovar per complir la nova funció d'hospital per nens. Al llarg dels anys s'han anat realitzant diverses modificacions i reformes, com ara la calefacció central i el tancament del porxo de la planta baixa amb finestres (1991), la substitució d'algunes de les antigues finestres i la pintura dels dormitoris infantils.

### El període postcomunista
El conjunt va ser retornat el 2006 i en realitat va passar a poder dels descendents de la família Teleki el 2011. Actualment, volen restaurar el palau i el parc i introduir-los al circuit turístic. Un cop a l'any, un equip de joves voluntaris (inclosos historiadors i paisatgistes) organitza el "Dia del Castell", oferint exposicions temàtiques i guies gratuïtes en romanès i hongarès.

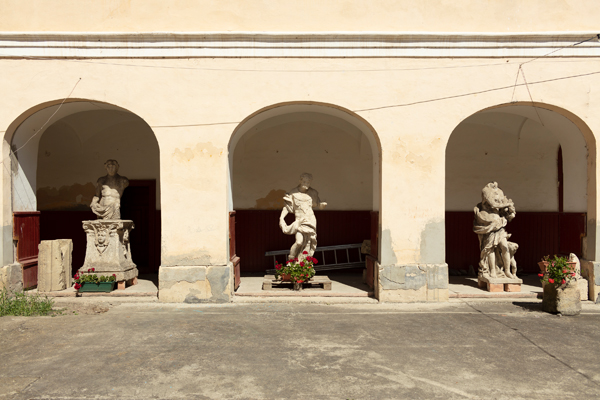
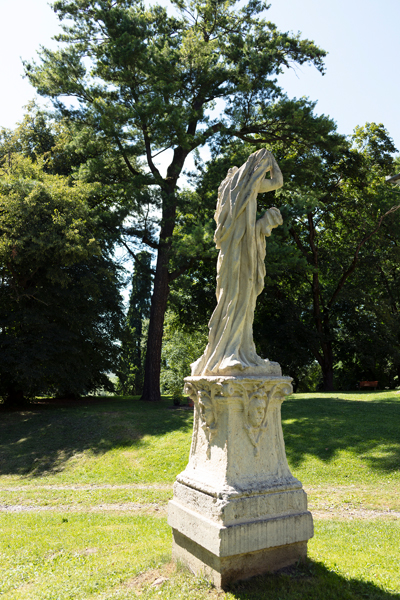
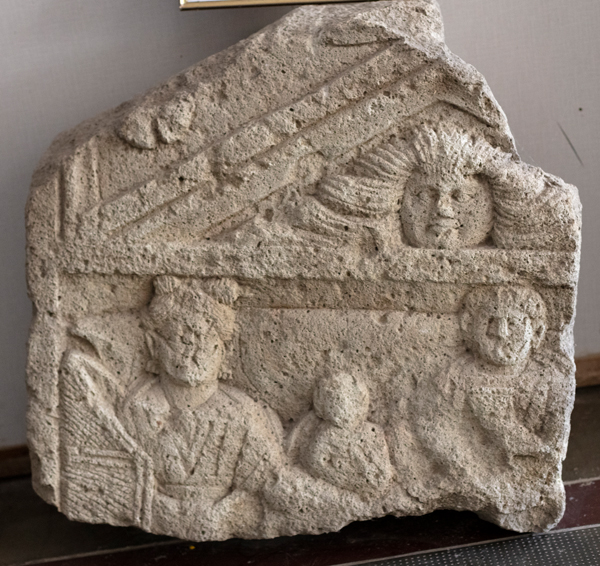
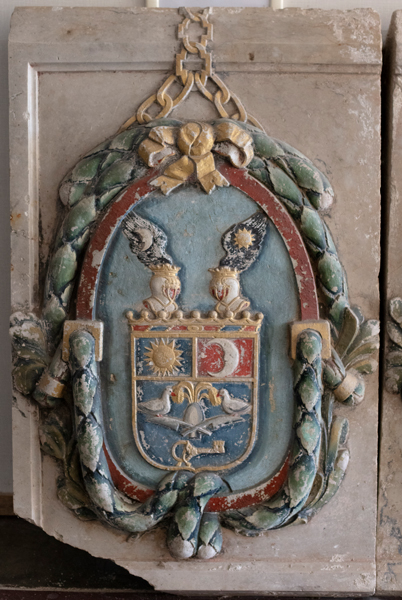
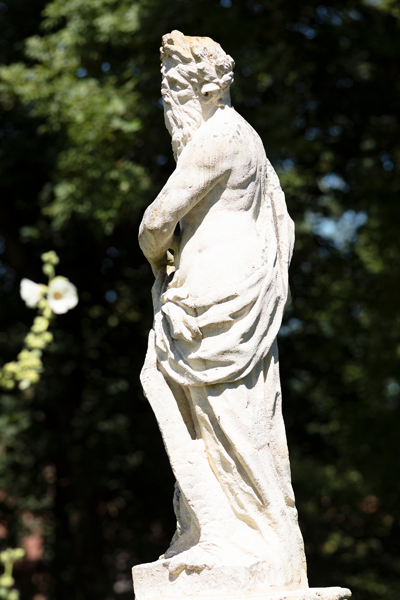
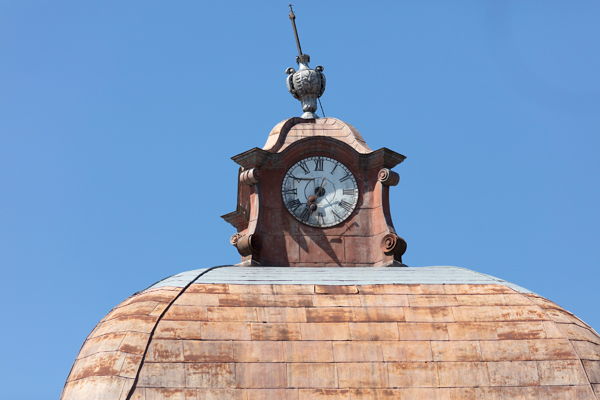